# Jean Fourquet
Jean Philippe Fourquet (Dole, 23 de junio de 1899 - Fresnes, 18 de septiembre de 2001) fue un destacado germanista y lingüista de origen francés. A él se debe una aportación capital en el estudio de la lingüística alemana en Francia.

## Biografía
Jean Fourquet era hijo de un profesor de Filosofía. Siguió una escolaridad ejemplar y tras obtener el acceso a la universidad en 1916, entró en la Escuela Normal Superior de París, en la calle de Ulm, sección Khâgne. Profesor agregado en 1924, enseñó a partir de entonces en diferentes liceos, como el de Saint-Omer de 1924 a 1925, después en el de Belfort y finalmente en el liceo de Nancy, de 1927 a 1934. Ocupó su primera plaza de mâitre de conferences en 1934, en la Universidad de Estrasburgo. Después de la Segunda Guerra Mundial, período triste en el que puede escapar por poco de la deportación, vuelve a Estrasburgo, hasta en 1955, año en que fue elegido profesor de la Sorbona.
Fourquet formó parte de los firmantes de la « explicación común de los lingüistas y de los sabios de la literatura sobre la reforma de la ortografía alemana» y que, desde 1998, junto a otros 550 profesores de Alemania y del extranjero, exigían el abandono de la reforma.

## Cantar de los Nibelungos
Fourquet destacó por sus estudios sobre la literatura alemana de la Edad Media. Estudió en profundidad el primitivo Cantar de los Nibelungos, analizando los dos manuscritos disponibles de la emblemática Ur-Nibelungenlied. Llegó a la conclusión de que fue escrita por un juglar del siglo XII, originario de Worms, y escrita en fráncico renano. Su estilo e inspiración en las canciones de gesta francesas sería el resultado de una compilación coherente de un corpus simultáneamente germánico y escandinavo.

## Reconocimientos
En 1963 recibió la Medalla Goethe. En 1969, Fourquet recibe el premio Hermanos Grimm de la Universidad de Marburgo y, en 1973, el premio Konrad Duden de la ciudad de Mannheim por sus trabajos sobre la lengua alemana en Francia. En 1983, recibió el premio Friedrich-Gundolf por su contribución a la difusión de la cultura alemana en el extranjero.

## Obras
- Wolfram D'Eschenbach et le conte del Graal. Les divergences de la tradition du conte de Chretien et leur importance pour l'explication du texte de Parzival - Puf Sorbonne, 1966
- Grammaire de l'allemand, classes supérieures - Hachette, 1969
- "Das Nibelungenlied - ein Burgondenlied ?", in Nibelungenlied und Klage, Ursprung-Funktion-Bedeutung, München, Herbert Utz, 1998 (en alemán). ISBN 97-838-31679034.